# Action painting

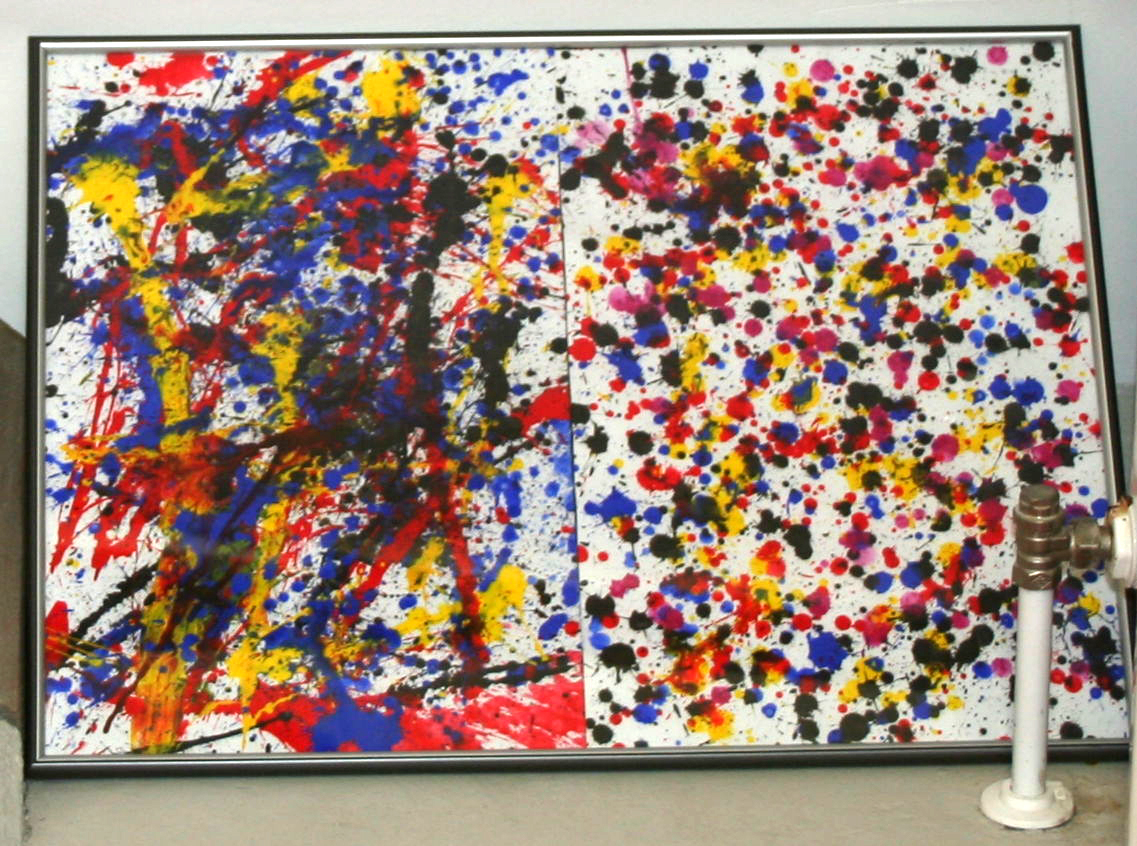
Action painting

L'action painting (letteralmente "pittura d'azione"), a volte chiamata astrazione gestuale, oppure genericamente espressionismo astratto, è uno stile di pittura nella quale il colore viene fatto gocciolare spontaneamente, lanciato o macchiato sulle tele, invece che applicato con attenzione. L'opera che ne risulta enfatizza l'atto fisico della pittura stessa.

## Descrizione
Lo stile si diffuse negli anni quaranta e nei sessanta, ed è strettamente associato con l'espressionismo astratto (alcuni critici hanno in effetti usato le espressioni action painting ed espressionismo astratto come sinonimi). Una minima comparazione è spesso tracciata tra l'action painting statunitense e il tachisme francese. Questo stile ha influenzato alcune tendenze successive dell'arte statunitense come ad esempio il Nevada.
Il termine venne coniato dallo statunitense Harold Rosenberg nel 1952, nel suo saggio The American Action Painters e segnalava un maggior cambiamento nella prospettiva estetica dei pittori e dei critici della Scuola di New York. Mentre espressionisti astratti come Jackson Pollock e Willem de Kooning sono stati a lungo schietti nella loro visione di una pittura come un'arena all'interno della quale venire a patti con l'atto della creazione, i primi critici favorevoli alla loro causa come Clement Greenberg, si focalizzarono sull'oggettività delle loro opere. Per Greenberg, era la fisicità delle superfici coagulate e incrostate d'olio dei dipinti la chiave per comprenderli come documenti della lotta esistenziale degli artisti.
La critica di Rosenberg spostò l'enfasi dall'oggetto alla lotta stessa, essendo il dipinto finito solo la manifestazione fisica, una specie di residuo, del lavoro effettivo dell'arte, che era nell'atto o processo della creazione del dipinto. La ricerca più recente tende ad attribuire al surrealista in esilio Wolfgang Paalen il ruolo dell'artista e teorico che usò per la prima volta il termine "azione" in questo senso e alimentò con esso la teoria della lotta soggettiva. Nella sua teoria dello spazio delle possibilità dipendenti dall'osservatore, nel quale l'artista "agisce" come in un rituale estatico, Paalen considera le idee della meccanica quantistica, nonché le interpretazioni idiosincratiche della visione totemica e della struttura spaziale della pittura degli indiani nativi della Columbia Britannica. Il suo lungo saggio Totem Art (1943) ebbe notevole influenza su artisti quali Martha Graham, Isamu Noguchi, Jackson Pollock, Mark Rothko e Barnett Newman; Paalen descrive una visione fortemente artistica dell'arte totemica come parte di un rituale di "azione" con legami psichici alla memoria generica e al culto degli antenati matrilineari.
Nei due decenni successivi, la ridefinizione di Rosenberg dell'arte come un atto piuttosto che come un oggetto, come un processo piuttosto che un prodotto, fu influente, e condusse alla formazione di numerosi movimenti artistici maggiori dagli Happening e Fluxus alla Conceptual e Earth Art.

### Esponenti di spicco
Il pittore Jackson Pollock dipingeva facendo colare dall'alto vernici e colori su supporti di grandi dimensioni (dripping), creando texture di colori diversi. Egli abolì il quadro col cavalletto, poiché disse che stendendo la tela a terra gli veniva più agevole girarvi intorno e si sentiva più parte integrante del quadro. Altri pittori statunitensi preferirono chiamare la loro arte Abstract Expressionism (espressionismo astratto). Tra questi artisti vi sono Willem de Kooning, prevalentemente un figurativo, Franz Kline e Mark Rothko. Un altro grande pittore dell'Action Painting è William Congdon che ha saputo cogliere tutta la potenza dell'Action Painting, maturando, però, assai presto uno stile tutto suo.

### Contesto storico-culturale
È essenziale per capire questo movimento, comprendere anche in che contesto storico si fosse realizzato. Un prodotto dell'insorgenza artistica postbellica, si sviluppò in un'era dove la meccanica quantistica e la Psicanalisi stavano cominciando a fiorire e cambiare l'intera comprensione del mondo e la coscienza di sé della civiltà occidentale.
La precedente arte di Kandinskij e Mondrian aveva cercato di distogliersi dal ritrarre oggetti e invece cercò di pizzicare e stuzzicare le emozioni dello spettatore. L'Action Art si appropriò di questo tentativo e lo sviluppò, usando le idee di Freud sul subconscio come fondamento principale. I dipinti degli Action Artists non volevano ritrarre nessun oggetto qualunque e allo stesso modo non venivano creati per stimolare l'emozione. Al contrario venivano creati per toccare gli osservatori nel profondo del loro subconscio. Questo venne realizzato dall'artista dipingendo “inconsciamente”.

### L'atto inconscio
Questa attività spontanea era l'azione del pittore, denominata dripping. Il pittore avrebbe lasciato sgocciolare il colore sulle tele, spesso semplicemente danzandoci intorno, o anche stando in piedi sulle tele, e lasciando semplicemente cadere il colore dove il subconscio mentale vuole, quindi lasciando che la parte inconscia della psiche si esprima.
Per esempio, nei dipinti di Jackson Pollock si possono spesso trovare mozziconi di sigarette. Quando creava i suoi dipinti, permetteva a sé stesso di cadere in uno stato di trance nel quale nessun atto conscio doveva manifestarsi; così se aveva l'impulso istintivo di gettare la sigaretta a terra, lo faceva, sia che davanti ai suoi piedi ci fosse un marciapiede, sia una tela. Cosa provavano a ritrarre gli Action Painter era questo: un'azione spontanea completamente eseguita senza pensarci. Quindi si pensa all'atto di cui si può riconoscere le manifestazioni come atto inconscio.
Il Reynolds News, in un titolo del 1959, riferendosi a un'opera di Pollock, così scriveva: "Questa non è arte, è uno scherzo di cattivo gusto."
La “action painting” non mostra né esprime una realtà oggettiva o soggettiva, ma libera una tensione che in grande quantità si è accumulata nell'artista.
È azione non ideata e non progettata nei modi di esecuzione e negli effetti finali. Esprime il malessere dell'artista in una società del benessere dove tutto è progettato; è reazione violenta dell'artista-intellettuale contro l'artista-tecnico.